# 漁郎郡
漁郎郡（オランぐん）は、朝鮮民主主義人民共和国咸鏡北道に属する郡。漁大津（オデジン）は漁港として知られる。

## 地理
日本海に面する。北は鏡城郡、南は明澗郡である。西部は山岳地帯である。
漁大津背後の台地上にある長淵湖（장연호）は景勝地として知られる。

## 行政区画
1邑・1労働者区・20里を管轄する。
| - 漁郎邑（オランウプ） - 漁大津労働者区（オデジンノドンジャグ） - 斗南里（トゥナムニ） - 良見里（リャンギョンニ） - 龍淵里（リョンヨンニ） - 龍田里（リョンジョンニ） - 龍坪里（リョンピョンニ） - 武渓里（ムゲリ） - 鳳岡里（ポンガンニ） - 富岩里（プアムニ） - 富坪里（プピョンニ） | - 三郷里（サミャンニ） - 所要里（ソヨリ） - 水南里（スナムニ） - 雲谷里（ウンゴンニ） - 二奄里（イオムニ） - 二郷里（イヒャンニ） - 芝坊里（チバンニ） - 七郷里（チリャンニ） - 八景台里（パルキョンデリ） - 花龍里（ファリョンニ） - 会文里（フェムンニ） |

## 歴史
植民地期までは鏡城郡の一部であった。漁郎郡は1952年に新設された郡である。
漁大津付近は古くからの好漁場であったが、1920年代からはイワシ漁の一大拠点として栄え、魚油から生成される油脂化学工業も発展した。1940年に漁大津邑に昇格。回遊域の変化のためにイワシの漁獲量は減ったものの、現在も水産業が盛んである。

### 年表
この節の出典
- 1952年12月 - 郡面里統廃合により、咸鏡北道鏡城郡朱南面および漁郎面・朱北面の各一部、明川郡東面の一部地域をもって、漁郎郡を設置。漁郎郡に以下の邑・里が成立。(1邑26里)
  - 漁郎邑・水南里・鳳岡里・二奄里・漁大津里・大興里・龍坪里・芝坊里・武渓里・会文里・八景台里・龍淵里・雲谷里・斗南里・下古里・富坪里・龍田里・所要里・三郷里・七郷里・二郷里・南坪里・森浦里・厳光里・花龍里・富岩里・良見里
- 1952年末 - 三郷里が三郷労働者区に昇格。(1邑1労働者区25里)
- 1953年12月 - 南坪里が森浦里に編入。(1邑1労働者区24里)
- 1954年10月 (1邑1労働者区23里)
  - 大興里および龍坪里の一部が漁大津里に編入。
  - 八景台里の一部が龍坪里に編入。
  - 鳳岡里の一部が八景台里に編入。
  - 下古里の一部が花龍里に編入。
  - 厳光里の一部が森浦里に編入。
- 1957年4月 - 三郷労働者区が三郷里に降格。(1邑24里)
- 1961年3月 (1邑1労働者区20里)
  - 漁大津里が漁大津労働者区に昇格。
  - 森浦里が七郷里に編入。
  - 厳光里が龍淵里に編入。
  - 下古里が花龍里に編入。

## 観光
- 八景台

## 交通

### 鉄道
- 平羅線
  - 鳳岡駅 - 漁大津駅 - 漁郎駅

### 航空
- 漁郎飛行場（清津空港）

## 自然/観光
- 漁郎川

### 漁郎八詠
- 千畳石壁 - 천척석벽
- 碧沼秋蓮 - 벽소추련
- 白山雪夏 - 백산설하
- 江陵夕嵐 - 강릉석암
- 漁梁夜火 - 어랑야화
- 潭底游魚 - 답저유어
- 沙上眠鴎 - 사상명구
- 十里長川 - 십리장천